# Les Vigneaux
 Les Vigneaux  es una comuna y población de Francia, en la región de Provenza-Alpes-Costa Azul, departamento de Altos Alpes, en el distrito de Briançon y cantón de L'Argentière-la-Bessée. Está integrada en la Communauté de communes du Pays des Écrines .

## Demografía
| 221 | 208 | 190 | 244 | 346 | 390 |
| Para los censos de 1962 a 1999 la población legal corresponde a la población sin duplicidades (Fuente: INSEE [Consultar]) |     |     |     |     |     |